# Warmen

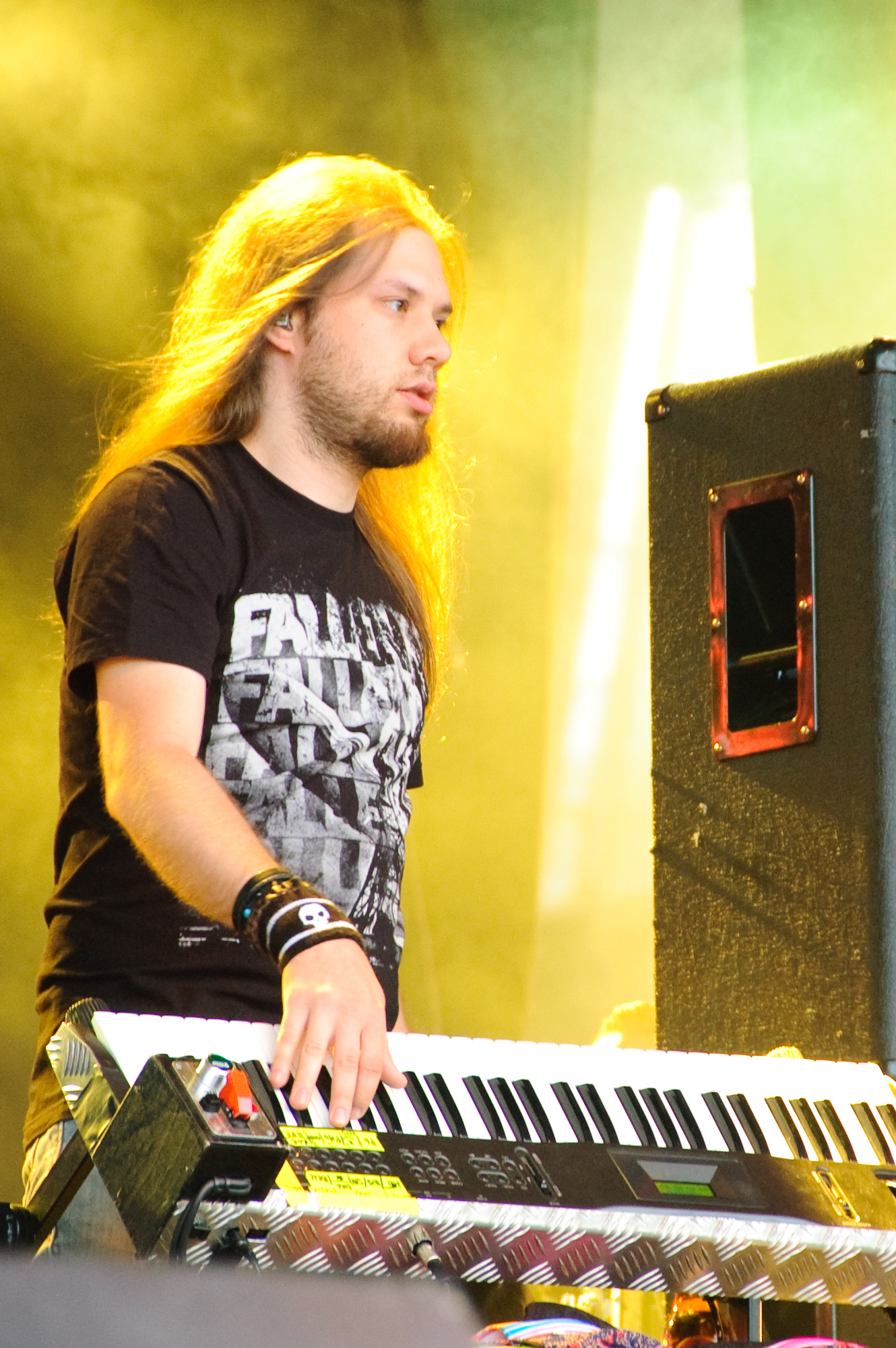
Janne Wirman在2009年时的演出

Warmen是芬蘭的一個重金屬樂團，由知名鍵盤手Janne Viljami Wirman出面召集而成。
Janne Viljami Wirman 素有琴邪之稱，Children Of Bodom（死神之子）的鍵盤手。擁有高超的彈奏技巧，在芬蘭是數一數二的鍵盤手。在專輯裡，常常會出現鍵盤與吉他互飆，當然也有古典鋼琴旋律的出現。目前出了3張作品，第一張是Unknown Soldier，在2000年時推出。有2首歌是請女主唱Kimberly Goss來唱，Kimberly Goss是Sinergy的主唱。第二張是Beyond Abilities，在2002年時推出。第三張是Accept The Fact，在2005年時推出。暌違4年的第4張專輯Japanese Hospitality在2009年推出。

## 成員
- 鍵盤手 ：Janne Viljami Wirman
- 吉他 ：Antti Wirman
- 貝斯 ：Lauri Porra
- 鼓手 ：Mirka Rantanen

## 專輯
- Unknown Soldier (2000)
- Beyond Abilities (2002)
- Accept The Fact (2005)
- Japanese Hospitality (2009)
- First Of The Five Elements (2014)